# Dryadodaphne
Dryadodaphne é um gênero de plantas com flores pertencentes à família Atherospermataceae.
A sua distribuição nativa vai da Nova Guiné ao nordeste da Austrália.
Espécies:
- Dryadodaphne crassa Schodde ex Philipson
- Dryadodaphne novoguineensis (G.Perkins) A.C.Sm.
- Dryadodaphne trachyphloia Schodde